# كوميس (لقب ملكي)

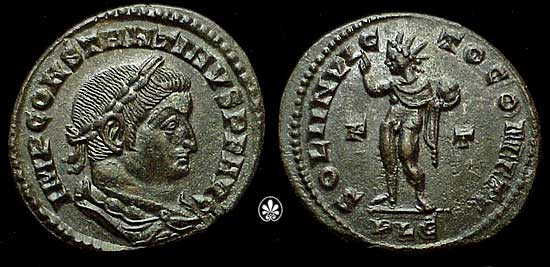

«كوميس» (/ˈkoʊmiːz/ KOH-meez)، مأخوذة من «كومايتس» (/ˈkɒmɪtiːz/ KOM-i-teez)، هي الكلمة اللاتينية لـ «رفيق»، إما بشكل فردي أو كعضو جماعي قائم على «إقليم - Comitatus»، لا سيما مجموعة من الطائفة العليا (ماجنيتي - Magnate)، في بعض الحالات تكون الطائفة كبيرة بما فيه الكفاية و/ أو رسمية لتبرير طائفة محددة، مثل «جماعة من الأصدقاء - Cohors amicorum». "Comes" مشتقة من "com-" («مع») و "ire" («نذهب»).